# 余寅
余寅（1541年—1615年），本字君房，號漢城，晚年改字僧杲，浙江鄞县人，明朝政治人物，萬曆進士，初任工部主事，清廉自持，時人稱“余水部，真如水”。官至太常寺少卿。

## 生平
隆慶元年（1567年）丁卯科浙江鄉試舉人，四十歲登萬曆八年（1580年）庚辰科二甲十四名進士。都察院觀政，本年授工部都水司主事，清廉自持，時人稱“余水部，真如水”。與范钦友好。十二年升礼部员外郎，十四年升郎中，十五年四月升陕西提学副使，十八年遷左参政。十九年四月调补山东左参政，六月因病乞休。
萬曆二十三年（1595年）三月起补福建左参政，再乞休，十二月加太常寺少卿致仕。卒年七十五岁。今寧波仍有其故居棋杆巷。

## 著作
- 《同姓名録》十二卷
- 《農丈人集》二十八卷
- 《乙未新志》一卷
- 《宦游厯纪》八卷

## 家庭
曾祖父余思熹；祖父余璇；父親余湍；本生父余深，皆贈主事。母毛氏。永感下。